# リノティタン
リノティタン（学名 : Rhinotitan）は新生代始新世中期に生息していた大型草食哺乳類。奇蹄目 - ブロントテリウム科に属する。

## 概要
肩高約2m。他のブロントテリウム科のサイのような外見とは異なり、幾分スマートな四肢をもつ。鼻の上の突起（角）は未発達な形状であった。
沼地など湿原に生息し、若葉や水草など、比較的柔らかいものを好んで食べていたと推測される。
モンゴル、中国からロシア東部などから化石が出土。主にアジアに分布していたとされる。
福井県立恐竜博物館に全身骨格が存在する。